# Теория на пластичността
Теорията на пластичността е раздел на механиката на непрекъснати среди, в който се изучава поведението на телата (предимно метали) след преминаване на границата на пластичност.
Най-общо пластичност е свойството на телата да изменят необратимо размерите и формата си под действието на натоварванията.
Ако се разглежда едноосен опън на цилиндричен образец при увеличаване силата на опън F удължението ΔL на образеца расте, като зависимостта между напрежението ε = F / S и деформацията (относително удължение) ε = | ΔL/L | има характерен за повечето метали вид. Върху кривата G = f(ε) се забелязват три характерни точки – А, В, С. До точка А диаграмата е линейна – тук е в сила законът на Хук, деформацията е обратима, т.е. тялото не е пластично. Точката нарича граница на еластичност или граница на пропорционалност. След преминаване на точка А напрежението и деформацията вече не са пропорционални, повява се остатъчна деформация, т.е. при σ > σел моделът на еластично тяло става неприложим. При достигане на точка В деформацията започва да расте практически при постоянно напрежение σпл което се нарича граница на пластичност или граница на провлачване. Хоризонталният участък върху диаграмата ВС се нарича площадка на пластичност. След точка С започва т. нар. уякчаване на материала, т.е. за увеличаване на деформацията отново е необходимо увеличаване на напрежението.
След преминаване на точка В в образеца се появява забележима необратима (остатъчна) деформация, която не изчезва след разтоварването. Може да се каже, че за разлика от теорията на еластичността, която е теория на обратимите деформации на телата, теорията на пластичността е теория на необратимите деформации на телата. Ето защо понятията необратима и пластична деформация често се използват като синоними.
В случай на сложно напрегнато състояние, при което тялото се опъва или се натиска по три взаимноперпендикулярни посоки, ролята на граница на поластичност се поема от т. нар. условие или критерий на пластичност – функция f(σ1,σ2,σ3) със следното свойство: ако f < 0, то деформациите в тялото са еластични (обратими); ако f = 0, то в тялото се появяват пластични (необратими) деформации.
Първите експериментални изследвания на законите на пластичното деформиране на металите е проведено от френския инженер А. Треска, който формулира и първото условие на пластичността (днес това условие носи неговото име). Съгласно с условието на Треска пластична деформация в тялото се появява при достигане на определено максимално срязващо напрежение. Едновременно с изследванията на Треска и на тяхна основа се провеждат и първите теоретични изследвания на пластично течение в трудовете на М. Леви и Б. Сен-Венан. Теоретичните и експерименталните изследвания след това показват, че за много метали условието за пластичност на Треска следва да се замени с условието:
f = 0.5 × [ (σ1-σ2)2 + (σ2-σ3)2 + (σ3-σ1)2 ] – (σпл)2 = 0
формулирано в началото на XX в. независимо един от друг от полския учен М. Хубер и по-късно от немския учен Р. Мизес. Това условието днес е известно като условие на Хубер-Мизес.
Съвременната математическа теория на пластичността е добре развита област на механиката на непрекъснатите среди. В нея широко се прилагат най-съвременни методи на математиката (в частност на функционалния анализ), както и компютри. Теорията на пластичността има важно значение за строителството и техниката, тъй като е свързана непосредствено с обезопасяването на конструкциите, които работят при сложни условия и при високи натоварвания. Методите на теорията на пластичността широко са използват при анализа на технологичния процеси, свързани с рязането, коването, щамповането на метали и други.